# Educational Institute of Scotland
Das Educational Institute of Scotland (EIS) ist die älteste Lehrergewerkschaft der Welt. Sie ist auch die größte Lehrergewerkschaft in Schottland, wo acht von zehn Lehrern Mitglieder der Gewerkschaft sind. Organisiert ist die Gewerkschaft als gemeinnützige Organisation nach schottischem Recht mit einer Royal Charter.

## Ziele
Das Educational Institute of Scotland fördert hohe Bildungsstandards und eine Gesellschaft, in der jungen Menschen die besten Möglichkeiten geboten werden, die in der Erziehung machbar sind. Dafür vertritt EIS Lehrer in allgemeinbildenden Schulen, an weiterbildenden Schulen bis hin zu Universitätslehrpersonal. Die Gewerkschaft zielt darauf ab, die Arbeitswelt ihrer Mitglieder zu verbessern, darunter ihre Gehälter aber auch andere Beschäftigungsbedingungen. EIS wendet sich an Personal
- in der Erwachsenenbildung
- in der Hochschulerziehung
- in Kindergärten und Krippen
- in Schulen
- im Bildungswesen einschließlich Musikschulen

## Geschichte

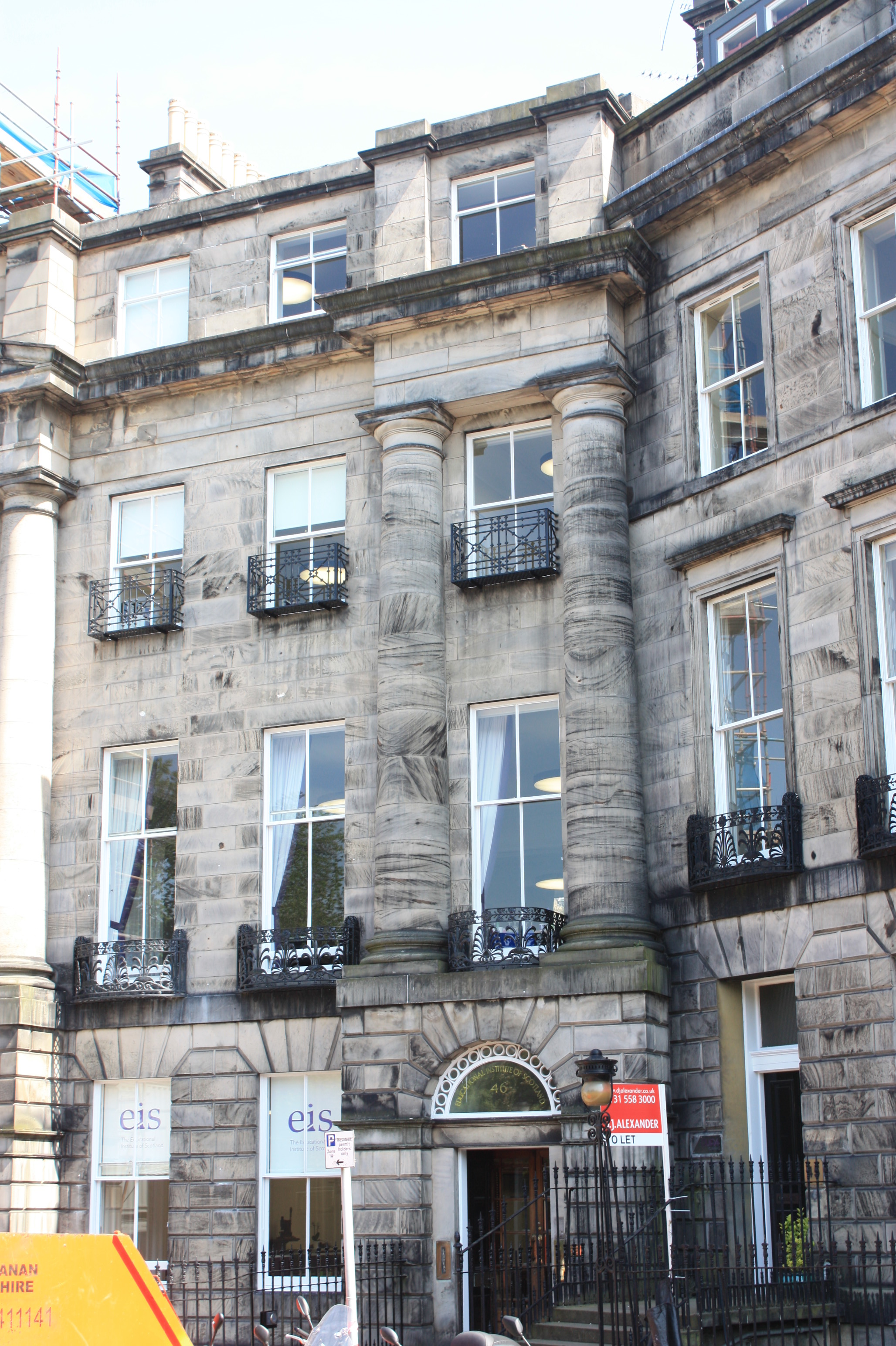
Hauptquartier des Educational Institute of Scotland

Von 1696, als Pfarreischulen gesetzlich vorgeschrieben wurden, bis in die frühen Jahre des 19. Jahrhunderts dominierten kirchliche Schulen die Bildung in Schottland. Es gab keine formalen Eintrittskriterien für den Beruf des Lehrers und die Qualifikation der Lehrenden schwankte von ungebildet bis hin zu Universitätsabschlüssen. Von 1820 bis 1846 trat eine Übergangszeit ein, in der Kritiker sowohl das schottische Schulsystem als auch die Lehrer in Augenschein nahmen. In diese Zeit der sozialen Unruhen und der Experimente fällt die Gründung vieler Schulen, die sich später zu Colleges für Lehrer entwickelten.
In der gleichen Zeit öffneten sich Möglichkeiten für Frauen, den Lehrberuf zu ergreifen. Dies erregte natürlich einige männliche Lehrer, andere förderten Frauen in diesen Berufen. Einen markanten Fall stellt Mary Somerville dar, die gegen den Willen ihres ersten Ehemanns, und mit Zustimmung ihres zweiten Ehemanns Frauen wissenschaftlich ausbildete. Diese Wichtung männlichen Einflusses auf Frauen sollte noch viele Jahre fortbestehen. Die gesetzlichen Regelungen griffen immer tiefer in die Belange der Schulen und Lehrer ein, so dass 1847 auf einer Versammlung von mehreren hundert männlichen Lehrkräften in Edinburgh das Educational Institute of Scotland als allgemeine Interessenvertretung der Lehrer gegründet wurde.
Im Zentrum der Vorstellung des EIS war das Verständnis, dass die Schulen und Universitäten Schottlands eine Einheit bildeten, wo sich das eine aus dem anderen ergab. Um den konkurrierenden Anforderungen zu begegnen, stellte das EIS ein eigenes Qualifizierungssystem auf, das sich weitgehend auf die klassischen liberalen Inhalte stützte, gleichzeitig aber so anspruchsvoll war, mit den gesetzlichen Anforderungen konkurrieren zu können.
1872 wurde durch den Education Scotland Act Bildung für alle zwischen fünf und dreizehn Jahren vorgeschrieben. In der Folge übernahm das in Westminster neu gegründete Scottish Education Department die Leitung der meisten Schulen von der Church of Scotland und führte diese mit der schottischen Bedeutung von Public School weiter. Im gleichen Jahr ließ das EIS Frauen als Mitglieder zu, möglicherweise resultierend aus der Erkenntnis, dass der durch die Gesetzesänderung entstandene enorme Bedarf an Lehrern nur unter Mithilfe von Frauen zu decken war.
Das EIS hatte sich aber schon vor dieser Reform bewährt. Am 13. Mai 1851 unterzeichnete Königin Victoria die Royal Charter. Diese wurde am 4. November 1925 zum ersten Mal durch König Georg V., und am 9. Juni 1978 zum zweiten Mal durch Elisabeth II. geändert und durch königliche Unterschrift bestätigt.

## Fellows
Mit der Royal Charter kam das verbriefte Recht, den Titel Fellow of the Institute (FEIS) zu verleihen, der als Titel geführt wird. Das Educational Institute of Scotland ist damit die einzige Gewerkschaft, die einen anerkannten Titel verleihen kann.

## Organisation
Wichtigstes Gremium ist das Annual General Meeting (AGM, jährliche Mitgliederversammlung).